# Kaz Lux

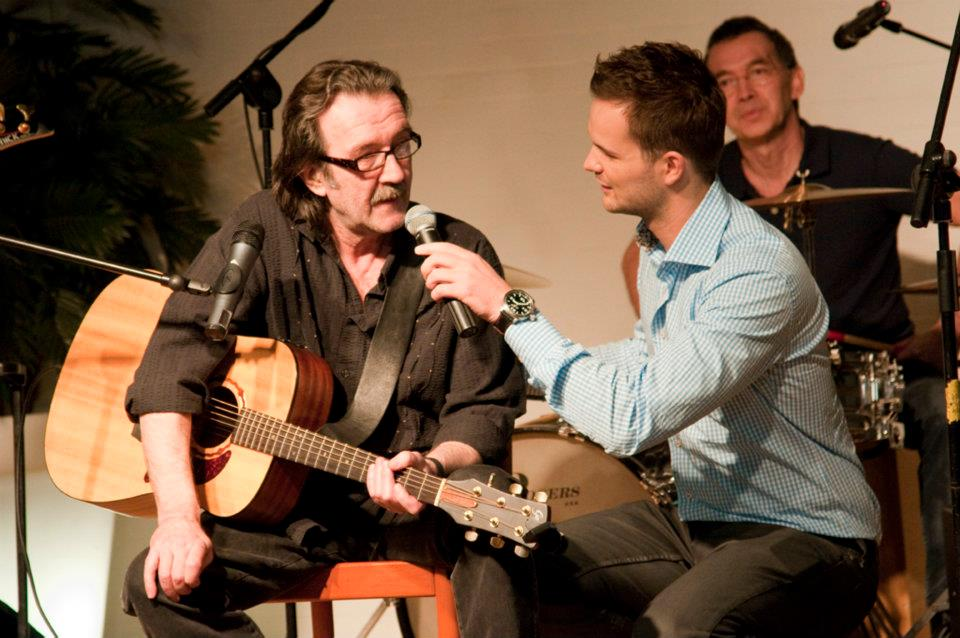
Kaz Lux 2012 als Gast in einer Talkshow

Kaz Lux (* 7. Januar 1948 in Oosterhout; eigentlich Kazimierz Lux) ist ein niederländischer Sänger polnischer Herkunft.

## Leben
Zu seiner ersten Aufnahme kam Lux als Gewinner eines Talentwettbewerbes im Jahr 1968. Da die Band der Plattenfirma Bovema nicht professionell genug war, wurde die Platte mit Studiomusikern wie Jan Akkerman und Pierre van der Linden aufgenommen, darunter Stücke wie Down Man and Woman’s Gone. Über den Manager der Amsterdamer Gruppe The Outsiders, John van Setten, bekam er kurz darauf das Angebot, in der von van der Linden neugegründeten Gruppe Brainbox zu spielen. 
Im Jahr 1971 verließ Lux Brainbox um eine Solokarriere zu starten. Bei EMI gab er 1972 sein erstes Solo-Album Kazimierz Lux c.s. mit dem Gitarristen Rudy de Queljoe und dem Bassisten Jan Hollestelle heraus. Die Platte wurde vom Brainbox-Gitarristen John Schuursma produziert. 
Ein Jahr später nahm er mit englischen Produzenten Mike Vernon, der durch seine Zusammenarbeit mit Fleetwood Mac bekannt wurde, die LP I’m the Worst Partner I Know auf. Das Album, mit Studiomusikern wie Pete Wingfield (Klavier), Joe Jammer (Gitarre) und Bruce Rowland (Schlagzeug), auf einzelnen Stücken auch Jan Akkerman, wurde von der Kritik gut aufgenommen. 
Mit Akkerman nimmt er 1976 auch das Konzeptalbum Eli bei Atlantic Records auf, das bis heute als der künstlerische Höhepunkt seiner Karriere gilt. 
Im Jahr 1982 startete Lux eine Tournee mit der neuvereinten Band Brainbox, zwar ohne Akkerman, aber mit Rudy de Queljoe.

## Diskografie

### Alben
- Kazimierz Lux c.s. (Harvest; 1972)
- I'm the Worst Partner I Know (Harvest; 1973)
- Monk ? (EMI; 1974)
- Eli (Jan Akkerman/Kaz Lux) (Atlantic; 1976)
- Distance (Asylum; 1978)
- Luxury (CNR; 1979)
- A Voice (Bovema-Negram; 1979)
- Transparental (Jan Akkerman/Kaz Lux) (Ariola; 1980)
- Dialogue (Live-Aufnahme) (Kaz Lux/John Schuursma) (Eigen Beheer; 1982)
- Instructions (Kaz Lux Band) (Universe; 1991)
- Live Dialogues (Live-Aufnahme) (Kaz Lux/John Schuursma) (Universe; 1991)
- Pupka (Kaz Lux Band) (Munich; 1994)
- Hearts in Sorrow (Kaz Lux/Magic Frankie) (MW Records; 1996)
- Echoes and Countrybutions (Dig it!; 1998)
- Guitar/Vocal (Live-Aufnahme) (Pop One Records; 2001)
- Dismantled Swan Songs (Yellowstone Records; 2003)
- The Last Train (Live-Aufnahme) (Brainbox) (Pop One Records; 2004)
- Gostwriting Between Love and Confusion (Yellowstone Records; 2005)
- Osmosis (Kaz Lux & HotchPotch) (E-Sound Music; 2007)
- 3rd Flood (Kaz Lux & Brainbox) (E-Sound Music; 2011)